# سلوت كتس

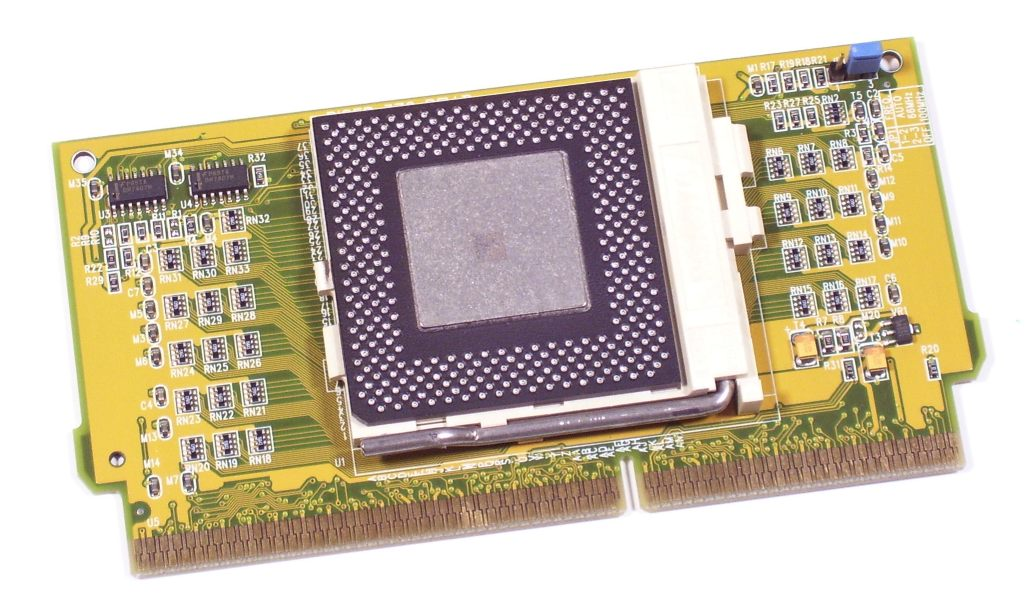
سلوت كت تحول من مقبس 370 إلى شق 1

سلوت كتس (بالإنجليزية: Slotkets)‏ وهو تقنية من عتاد الحاسوب تمكن من استخدام بعض أنواع المقابس في شق 1. وأول قطعة ظهرت كانت تمكن وحدات بنتيوم برو المستخدمة لمقبس 8 أن تعمل على شق 1. ولاحقا تم إنتاج قطعة شبيهة تستخدم مقبس 370 لوحدات شركة إنتل من نوع سيليرون وتركبها في شق 1, وكان بعض لوحات الأم المتقدمة تحوي على مقبسا إلى جانب شق 1 وذلك لوحدات بنتيوم 2 أما لوحات الأم المستخدمة لوحدات سيليرون لم تحتو على ذلك لانخفاض ثمنها وللك تم إنتاج سلوت كت لها. وبقية هذه التكنولوجية مستخدمة لحين الانتهاء من العودة مجددا من شقوق إلى المقابس في أنظمة بنتيوم 3, والتي كان يوجد لها سلوت كت تحولها إلى شق 1 أيضا.
ولم يظهر في شركة إي أم دي أي سلوت كت تمكن من استخدام مقبس إي على شق إي. وحاليا لا يوجد أي نوع من هذه التكنولوجيا لإيقاف استخدام وحدات معالجة بتقنية الشقوق.